# Adelosa
Adelosa  é um gênero botânico da família Lamiaceae.

## Espécies
Apresenta uma única espécie:
- Adelosa microphylla
- «Lista das espécies»

## Nome e referências
Adelosa Blume, 1850